# Nguyễn An Ninh
Nguyễn An Ninh is een phường in de stad Vũng Tàu, in de Vietnamese provincie Bà Rịa-Vũng Tàu.